# Working It Out
Working It Out  è una serie televisiva statunitense in 13 episodi trasmessi per la prima volta nel corso di una sola stagione nel 1990.
È una sitcom incentrata sulla storia d'amore di due genitori single, Sarah Marshall (Jane Curtin) e David Stuart (Stephen Collins), che non avevano mai seriamente contemplato la possibilità di un matrimonio fino al loro incontro ad un corso di cucina a New York.

## Personaggi e interpreti
- Sarah Marshall (13 episodi, 1990), interpretata da Jane Curtin.
- David Stuart (13 episodi, 1990), interpretato da Stephen Collins.
- Molly Marshall (13 episodi, 1990), interpretata da Kyndra Joy Casper.
È la figlia di nove anni di Sarah.
- Stan (13 episodi, 1990), interpretato da David Garrison.
- Sophie (13 episodi, 1990), interpretata da Chevi Colton.
- Andy (12 episodi, 1990), interpretata da Mary Beth Hurt.
È un'amica di Sarah.
- Chuckie (8 episodi, 1990), interpretato da David Klein.
- Bob (4 episodi, 1990), interpretato da Charles Gemmill.
- Mr. Giamelli (2 episodi, 1990), interpretato da Dick Latessa.

## Produzione
La serie, ideata da Bill Persky, fu prodotta da 20th Century Fox Television.

### Sceneggiatori
Tra gli sceneggiatori della serie sono accreditati:
- Peter Gethers in 4 episodi (1990)
- David Handler in 4 episodi (1990)
- Anne Flett-Giordano in 2 episodi (1990)
- Chuck Ranberg in 2 episodi (1990)
- Adriana Trigiani in 2 episodi (1990)
- Bill Persky in un episodio (1990)

## Distribuzione
La serie fu trasmessa negli Stati Uniti dal 22 agosto 1990 al 12 dicembre 1990 sulla rete televisiva NBC. In Italia è stata trasmessa su Italia 7 e poi su reti locali con il titolo Working It Out.

## Episodi
| Stagione       | Episodi | Prima TV USA |
| -------------- | ------- | ------------ |
| Prima stagione | 13      | 1990         |